# 鼠部
鼠部（）は、漢字を部首により分類したグループの一つ。
康熙字典214部首では208番目に置かれる（13画の4番目、亥集の22番目）。

## 概要
「鼠」字は齧歯類の動物の総称として用いられ、特にネズミを指す。
『説文解字』に「鼠は穴蟲の総名なり」とあり、その象形とする。上部は露出した切歯をもった頭であり、下部は手足と尾を表している。また「鼠」字には憂えるという意味があり、「鼠思」で思い悩むことを表した。
偏旁の意符としてはネズミや齧歯類あるいはそれに類似した動物に関することを示す。主として左側に置かれるが、尾の部分を伸ばして左から下を覆う繞の形に変形させる場合もある（下記参照）。またこれを構成要素としてもつ「竄」（隠れるの意）もサンといった音を表す偏旁となっている。
鼠は上記のような意符を構成要素にもつ漢字を収める。

## 字体のデザイン差
「鼠」字の標準字体は地域によって差異が見られる。

### 手足部分
印刷書体（明朝体）において『康熙字典』は手足部分、縦棒からの右はねの筆画の次の2画を短い横画とし、台湾の国字標準字体・香港の常用字字形表もこれに倣う。一方、中国の新字形はこれを点画とする。
日本においては「鼠」字が常用漢字でも人名漢字でもないたため、標準字体といえるものがなかったが、2000年に答申された表外漢字字体表が、これを点画とする字形を採用している。しかし、「鼠」を偏旁にもつ字、例えば「鼬」や「竄」などは字体表に載っておらず、点画とするか横棒とするかは不明確である。日本語フォントでも、「鼠」を偏旁にもつ字においてはその点画・横棒はフォントごとに異なっている。
なお康熙字典体は、筆写体で縦棒から右に撥ねる筆画を、右はねが縦棒より左側から始まる2画風にしていることを特徴とするが、中国・台湾・香港ではこれを筆写体風に直しており、「鼠」字も同様である。
| 康熙字典 台湾・香港 | 中国 | 日本 |
| ------------------- | ---- | ---- |
| 鼠                  | 鼠   | 鼠   |
| 竄                  | 竄   | 竄   |

### 偏か繞か
また台湾・香港において偏旁の「鼠」は「鼬」のように繞となり、尾を長くした形にするが、康熙字典・中国ではこれを偏の位置に置くだけで、変形させない。
日本では表外漢字字体表にも載っておらず、偏とするか繞とするかは不明確であり、字典ごとに異なっている。MS明朝やMSゴシックのような一般的に多用される日本語フォントの場合、「鼠」自身以外の鼠部に所属する漢字のうちJIS第2水準漢字までの範囲内に唯一入っている「鼬」は繞となっているが、JIS補助漢字では偏となっているものと繞となっているものが混在している。
| 康熙字典 中国 | 台湾・香港 |
| ------------- | ---------- |
| 鼬            | 鼬         |

## 部首の通称
- 日本：ねずみ・ねずみへん
- 韓国：쥐서부（jwi seo bu、ネズミの鼠部）
- 英米：Radical rat

## 部首字
鼠
- 中古音
  - 広韻 - 舒呂切、語韻、上声
  - 詩韻 - 語韻、上声
  - 三十六字母 - 審母三等
- 現代音
  - 普通話 - ピンイン：shǔ 注音：ㄕㄨˇ ウェード式：shu3
  - 広東語 - Jyutping:syu2 イェール式:syu2
- 日本語 - 音：ショ（漢音）・ソ（呉音） 訓：ねずみ
- 朝鮮語 - 音：서(seo) 訓：쥐（jwi、ネズミ）

## 例字
- 鼠
- 鼬